# 马里济圣马尔
马里济圣马尔（法語：Marizy-Saint-Mard）是法国皮卡第大区埃纳省的一个市镇，属于蒂耶里堡区讷伊圣弗龙县。该市镇2009年时的人口为50人。

## 人口
马里济圣马尔人口变化图示
| 数据来源：INSEE |